# Jean-Pierre Nicolas
Jean-Pierre Nicolas (Marseille, 1945. január 22. –) francia autóversenyző, ötszörös rali-világbajnoki futamgyőztes.

## Pályafutása
1973 és 1984 között vett részt a rali-világbajnokság versenyein. 1978-ban második helyen végzett az FIA versenyzők kupáján. Pályafutása során negyven világbajnoki futamon indult, melyből öt alkalommal első lett és további tizenháromszor állt dobogón. Visszavonulása után évekig volt a Peugeot sportigazgatója, jelenleg a gyár fejlesztési menedzsere az Interkontinentális ralibajnokságon.

### Rali-világbajnoki győzelem
| #  | Rali                  | Szezon | Navigátor            | Autó           |
| -- | --------------------- | ------ | -------------------- | -------------- |
| 1. | Korzika-rali          | 1973   | Michel Vial          | Alpine-Renault |
| 2. | Marokkó-rali          | 1976   | Michel Gamet         | Peugeot 504    |
| 3. | Monte Carlo-rali      | 1978   | Vincent Laverne      | Porsche 911    |
| 4. | Szafari rali          | 1978   | Jean-Claude Lefèbvre | Peugeot 504    |
| 5. | Elefántcsontpart-rali | 1978   | Michel Gamet         | Peugeot 504    |